# Leopold Hoesch (Filmproduzent)
 Leopold Hoesch  (* 16. Februar 1969 in Köln) ist ein deutscher Filmproduzent, Emmy-Preisträger und Gründer der Filmproduktion Broadview TV GmbH.

## Leben
Leopold Hoesch ist Sohn des Fabrikanten Wolfgang Hoesch (* 7. Januar 1941 in Frankfurt am Main; † 29. Oktober 2011 in Bischofsheim i. d. Rhön) und von Alexandra Hoesch (* 16. Juli 1941, geborene von Pfuel) geboren. Er ist in vierter Generation Nachfahre des Industriellen Viktor Hoesch sowie Enkel von Curt-Christoph Alexander von Pfuel.
1999 gründete er die Filmproduktion Broadview TV GmbH. Seither ist er geschäftsführender Gesellschafter der Firma. Leopold Hoesch hat zahlreiche Dokumentarfilme produziert, die mehrfach ausgezeichnet wurden.

## Filmografie (Auswahl)
- 2001: Der Jahrhundertkrieg: Tödliche Falle
- 2002: Foyer
- 2003: Die Gefangenen: Die Heimkehr der Zehntausend
- 2003: Stalingrad
- 2004: Hitlers Manager: Gustav und Alfried Krupp
- 2004: Revolution ON AIR
- 2004: Das Wunder von Bern – Die wahre Geschichte
- 2004: Das Wunder von Bern – Das Spiel
- 2004: Die Befreiung: Der längste Tag
- 2004: Halbe Menschen
- 2005: Das Drama von Dresden
- 2006: Majestät! Silvia und Carl Gustaf von Schweden
- 2006: Bella Italia – Eine Liebe fürs Leben
- 2006: Industrie-Dynastien in NRW: Haniel
- 2006: Der Olympia-Mord – München ’72
- 2006: Deutschland – Weltmeister der Herzen
- 2006: Das verflixte dritte Tor – Wembley ‘66
- 2006: Wir Weltmeister – ein Fußball-Märchen
- 2006: Stalingrad – Die Wende an der Wolga
- 2007: Industrie-Dynastien in NRW: Die Oetkers
- 2007: Tuschetiens Hirten
- 2007: Legenden: Heinz Rühmann
- 2007: Die Königskinder: Victoria von Schweden und ihr Daniel
- 2008: Dynastien in NRW: 4711 – Echt Kölnisch Wasser
- 2008: So viel lebst Du
- 2008: Majestät! Das göttliche Paar: Bhumibol und Sirikit von Thailand
- 2008: Franz Josef Strauß – Eine deutsche Geschichte
- 2008: Dynastien in NRW: Deichmann – Auf leisen Sohlen zum Erfolg
- 2009: Dynastien in NRW: Die Fürsten zu Bentheim-Tecklenburg
- 2009: Das Wunder von Leipzig – Wir sind das Volk
- 2009: Die Königskinder: Victoria und Daniel – Der Prinz aus Ockelbo
- 2009: Bella Italia – Eine Zeitreise über den Brenner
- 2009: Die grüne Insel – Eine Zeitreise nach Irland
- 2009: Leben wie Gott in Frankreich – Eine Zeitreise an die Côte d’Azur
- 2009: Krupp – Mythos und Wahrheit
- 2009: Dynastien in NRW: Die Grafen von Oeynhausen-Sierstorpff
- 2009: Theaterlandschaften
- 2009: Theatermacher
- 2010: Der Kniefall des Kanzlers – Die zwei Leben des Willy Brandt
- 2010: Die Grimaldis: Adel verpflichtet
- 2010: Deutsche Dynastien: Die Thyssens
- 2010: Deutsche Dynastien: Die Oetkers
- 2010: Dynastien in NRW: Die Gerlings – Das Geschäft mit der Sicherheit
- 2010: Königliche Hochzeit – Ein Prinz für Victoria
- 2010: Das Weltreich der Deutschen
- 2010: Theaterlandschaften
- 2010: Theatermacher
- 2011: Klitschko
- 2011: Ein Leben daneben
- 2011: Die Geheimnisse des John F. Kennedy
- seit 2011: Too Young To Die
- 2011: Königliche Affären! Carl Gustaf und die Schweden
- 2011: Theatermacher
- 2012: Die kleinen Königinnen kommen – Nachwuchs für die Monarchie
- 2012: Adelsdynastien in NRW: Die Fürsten zu Sayn-Wittgenstein-Berleburg
- 2012: Adelsdynastien in NRW: Die Grafen Beissel von Gymnich
- 2012: Drei Leben Axel Springer: Verleger – Feindbild – Privatmann
- 2012: Deutsche Dynastien: Die Opels
- 2012: Deutsche Dynastien: Die Hohenzollern
- 2012: München ’72 – Die Dokumentation
- 2012: Das Drama von Dresden
- 2012: Stille Nacht in Stalingrad
- 2013: BMW gegen Mercedes – Das Duell
- 2013: Adelsdynastien in NRW: Die Fürsten zu Salm-Salm
- 2013: Adelsdynastien in NRW: Lippe und sein Fürstenhaus
- 2013: Traumfabrik Königshaus: Schweden – Zu Gast im Palast
- 2013: Happy Birthday, Silvia!
- 2013: 1913 – Der Tanz auf dem Vulkan
- 2013: Aldi gegen Lidl – Das Duell
- 2014: Der seltsame Herr Gurlitt
- 2014: Die Aldi-Story – Theo und Karl Albrecht
- 2014: Breath of Freedom
- 2014: Zug in die Freiheit
- 2014: Nowitzki. Der perfekte Wurf
- 2015: Der Computerkönig aus Paderborn – Heinz Nixdorf
- 2015: Vom Wurstkönig zum Bio-Pionier – Karl Ludwig Schweisfurth
- 2015: Mildred Scheel: Die First Lady und der Kampf gegen den Krebs
- 2015: Kölns Grand Hotel – Das Excelsior Hotel Ernst
- 2015: Slapstick! Die Kunst des Scheiterns
- 2015: Arthur Miller – Ein ehrgeiziges Herz
- 2015: Sinatra. Die Stimme Amerikas
- 2015: Mein Kampf. Das gefährliche Buch
- 2016: Hedda
- 2016: Deutschlands große Clans – Die C&A-Story
- 2016: Angela Merkel – Die Unerwartete[1]
- 2017: Auf der Jagd – Wem gehört die Natur?
- 2018: Die Steinkohle
- 2018: Deutschlands große Clans – Die Lidl-Story
- 2019: Kroos
- 2019: Ein Amerikanischer Held: Die Geschichte des Colin Kaepernick
- 2019: Resistance Fighters – Die globale Antibiotika-Krise[2]
- 2019: Killerkeime – Wenn Antibiotika nicht mehr wirken
- 2020: Deutsche Dynastien: Die Joop-Story
- 2020: Al Pacino – Star wider Willen
- 2020: Gerhard Schröder – Schlage die Trommel
- 2020: Mythos deutscher Wald: Erkundung einer Seelenlandschaft
- 2020: „Hallo, Diktator“: Orbán, die EU und die Rechtsstaatlichkeit
- 2021: Die Unbeugsamen
- 2021: Haut an Haut
- 2021: Royale Erben – Die Aussteiger
- 2021: Prinzgemahle – Im Schatten der Krone
- 2021: Schwarze Adler
- 2021: Entführt im Münsterland
- 2021: Snoop Dogg – The Doggfather
- 2021: Ganz normale Männer – Der „vergessene Holocaust“
- 2022: Angela Merkel – Im Lauf der Zeit
- 2022: Stille Pandemie – Der globale Kampf gegen Antibiotika-Resistenz
- 2022: Winona Ryder – Die Geister, die sie rief
- 2022: UFOs – Die Fakten mit Harald Lesch
- 2022: Der Ausbruch – War die Pandemie vermeidbar?
- 2022: Royale Paare – Die neue Generation
- 2022: Die Kraft der Königin – Schwedens starke Frauen
- 2023: Schwedens Krone
- 2023: Die Atomkraft – Ende einer Ära?
- 2023: Wie wollen wir lieben?
- 2023: Daniel Brühl – Der Reiz des Bösen
- 2023: König Charles III.
- 2023: Stille Invasion – Chinas Balkan Strategie
- 2023: Die Westfalenhalle – Arena der Sensationen
- 2023: Mein Vater, der König – Carl Gustaf und Victoria von Schweden
- 2023: Mein Mann, der Kronprinz – Die Thronfolger in Norwegen und Dänemark
- 2023: Silvia. Schwedens deutsche Königin
- 2024: Kampf um die Welt – Deutschland und die Globalisierung
- 2024: Das letzte Tabu
- 2024: Joaquin Phoenix – Schauspieler der Extreme
- 2024: Uma Thurman – Die stille Kämpferin
- 2024: Fussballwunder: Von Bern bis Berlin
- 2024: Unser Sommermärchen – Die WM 2006
- 2024: Dänemarks Königskinder – Aufbruch und Vermächtnis
- 2024: KLITSCHKO – Der härteste Kampf
- 2024: Die Unbeugsamen 2 – Guten Morgen, Ihr Schönen!
- 2024: MOSES – 13 Steps
- 2024: Der wunderbare Udo Kier
- 2024: Beckenbauer - Der letzte Kaiser
- 2025: Wie Kriege enden und Frieden möglich ist
- 2025: Spillover - Planet der Viren[3]

## Sendereihen
- Adelsdynastien in NRW
- 2010 Deutsche Dynastien
- Königshäuser
- 2009–2010 Theaterlandschaften
- Die Theatermacher
- Dynastien in NRW
- 2012–2014 Too Young to Die
- Unser Land
- Die Kölner Silvesternacht
- Wie wollen wir lieben

## Auszeichnungen und Nominierungen für Broadview TV
- 2003: International Emmy Award Nominierung für Stalingrad
- 2004: Deutscher Fernsehpreis für Das Wunder von Bern: Die wahre Geschichte
- 2004: Magnolia Award (Shanghai) Nominierung für Stalingrad
- 2005: World Television Award (Banff) Nominierung für Das Wunder von Bern – Die wahre Geschichte
- 2005: International Emmy Award (New York) für Das Drama von Dresden (zusammen mit Sebastian Dehnhardt und Guido Knopp)
- 2006: World Television Award (Banff) Nominierung für Das Drama von Dresden
- 2006: Magnolia Award (Shanghai) für Das Drama von Dresden
- 2009: „Great Prize“ bei den DocumFest 2009 Awards (Timisoara, Rumänien) für Das Wunder von Leipzig – Wir sind das Volk
- 2010: Gold Remi Award des WorldFest 2010 Houston für Das Wunder von Leipzig – Wir sind das Volk
- 2010: Rockie Award bei den 2010 Banff World Television Awards für Das Wunder von Leipzig – Wir sind das Volk
- 2011: Shanghai Television Festival Magnolia Award (Shanghai) für die 90-minütige Dokumentation Der Kniefall des Kanzlers – Die zwei Leben des Willy Brandt
- 2012: Deutscher Wirtschaftsfilmpreis Drei Leben: Axel Springer. Verleger – Feindbild – Privatmann
- 2012: Klitschko als „Beste Dokumentation Kino“ und Produzent Leopold Hoesch als „Bester Produzent“ beim österreichischen Film- und Fernsehpreis Romy ausgezeichnet
- 2013: Bayerischer Fernsehpreis für Drei Leben: Axel Springer. Verleger – Feindbild – Privatmann
- 2013: Sports Emmy Award Nominierung für Klitschko
- 2014: Shanghai Television Festival Magnolia Award (Shanghai), Prix Europa und Rockie Award (BANFF) Nominierungen für Breath of Freedom
- 2015: Magnolia Award (Shanghai) Nominierung für Nowitzki. Der perfekte Wurf
- 2015: Deutscher Filmpreis Nominierung für Nowitzki. Der perfekte Wurf
- 2015: RIAS TV Award für Breath of Freedom
- 2017: Deutscher Wirtschaftsfilmpreis für Deutschlands große Clans – Die C&A-Story
- 2017: Auszeichnung der Deutschen Akademie für Fernsehen: Myrna Drews für Hedda (Szenenbild)
- 2018: Deutscher Fernsehpreis: Nominierung für 3 Tage im September (Beste Dokumentation)
- 2019: Deutscher Fernsehpreis: Nominierung für Die Steinkohle (Bester Doku-Mehrteiler)
- 2019: Grand Prix AST – Ville de Paris beim Pariscience Film Festival für Resistance Fighters – Die globale Antibiotika-Krise
- 2019: Impact Award beim Vancouver International Film Festival für Resistance Fighters – Die globale Antibiotika-Krise[4]
- 2020: Award of Excellence Special Mention: Documentary Feature bei den Impact DOCS Awards für Resistance Fighters – Die globale Antibiotika-Krise[5]
- 2020: Deutscher Fernsehpreis Nominierung für Resistance Fighters – Die globale Antibiotika-Krise (Beste Dokumentation/Reportage)
- 2020: Deutscher Fernsehpreis für Resistance Fighters – Die globale Antibiotika-Krise (Bester Schnitt Info/Doku)
- 2021: Deutscher Fernsehpreis Nominierung für „Hallo, Diktator“: Orbán, die EU und die Rechtsstaatlichkeit
- 2021: Deutscher Fernsehpreis für Schwarze Adler (Beste Dokumentation/Reportage)
- 2022: Laureus Award für Schwarze Adler (Laureus Athlete Advocate of the Year Award)
- 2022: Deutscher Fernsehpreis Nominierung für Der Ausbruch – War die Pandemie vermeidbar?